# 페라리 F430 챌린지
페라리 F430 챌린지(영어: Ferrari F430 Challenge)는 페라리 F430을 베이스로 제작된 스포츠 레이싱 카이다.

## 개요

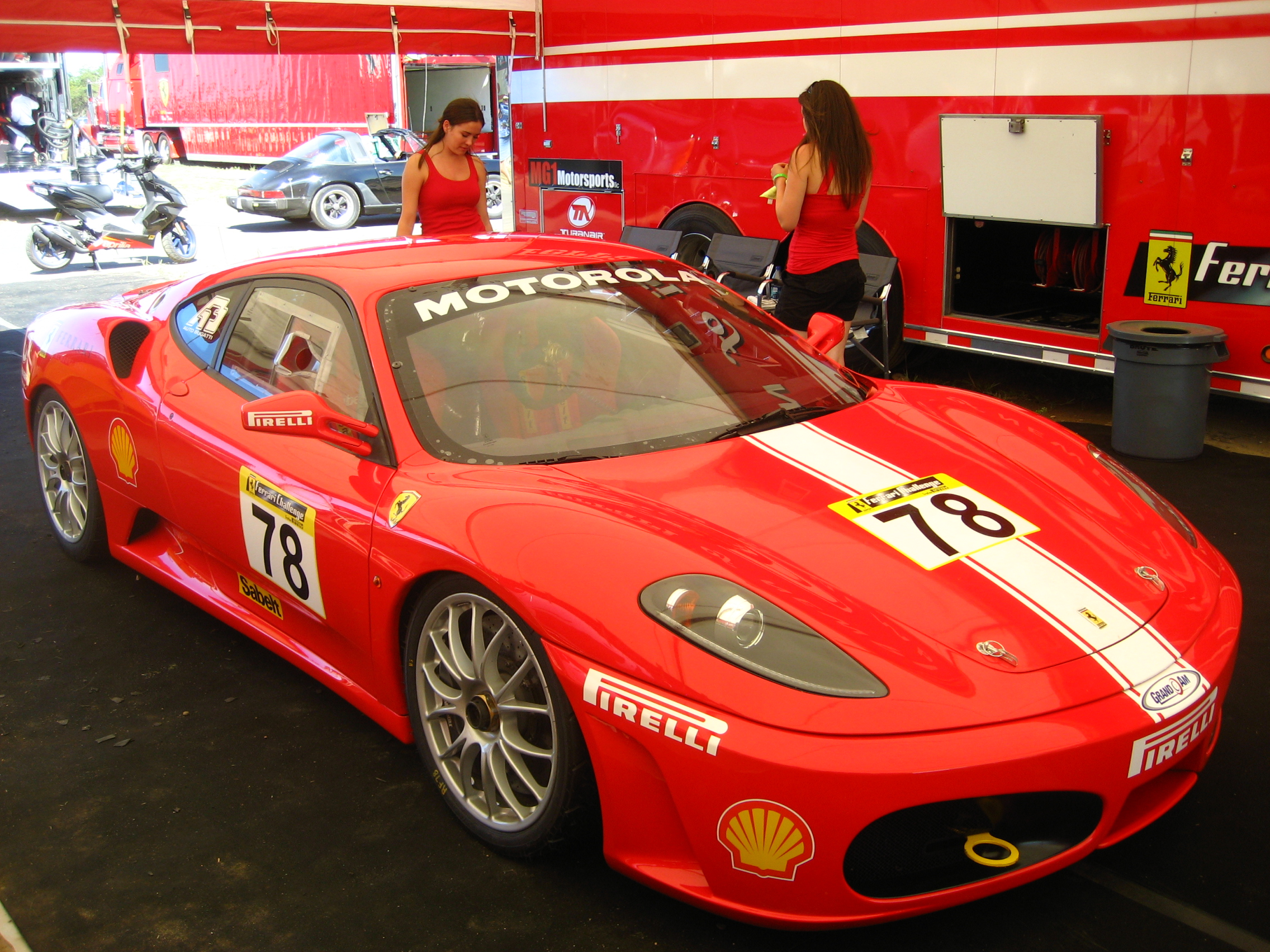
뉴저지 모터스포츠 파크에서 열리는 페라리 F430 챌린지

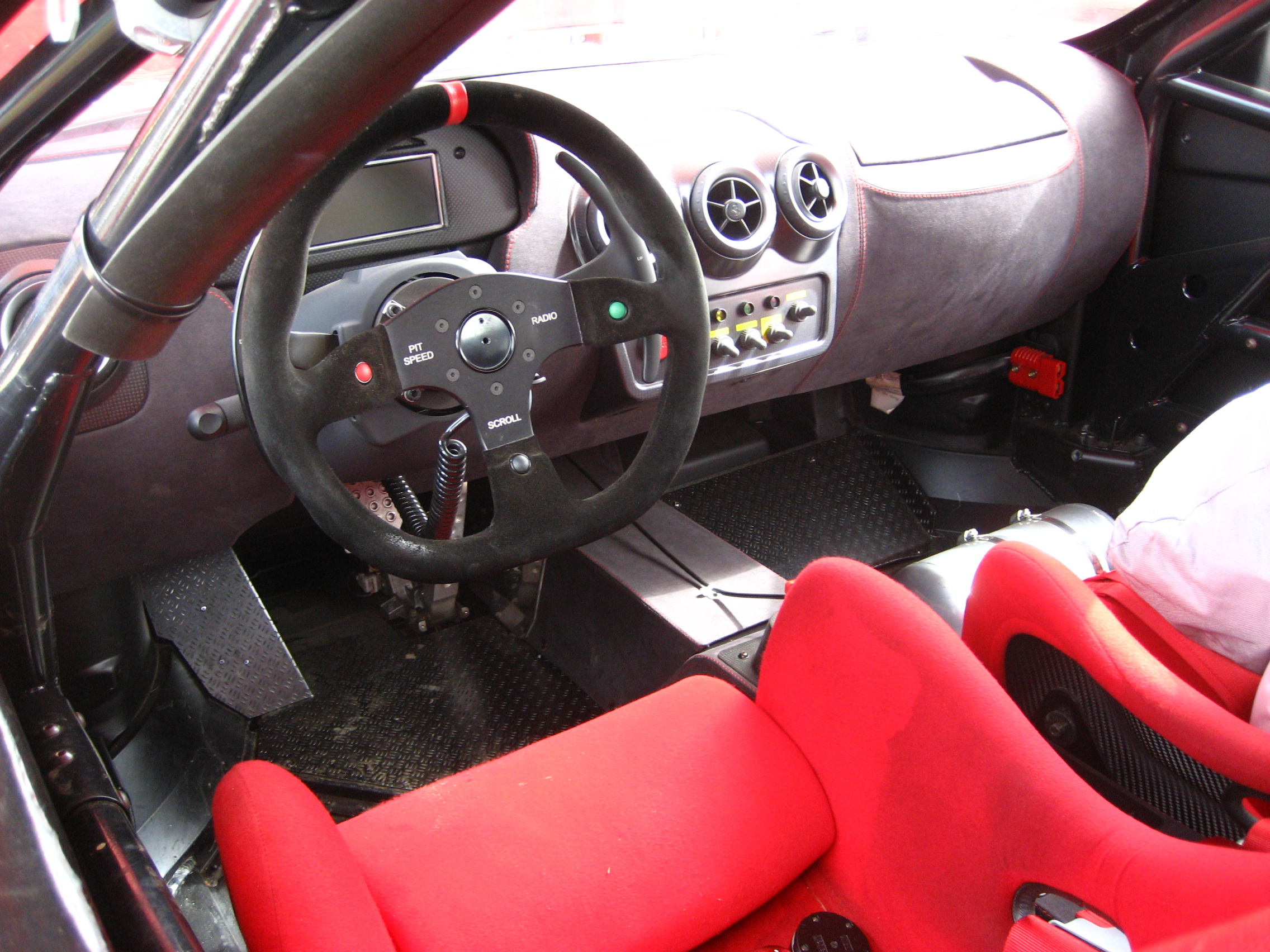
F430 챌린지의 내부

F430 챌린지는 페라리 F430의 레이스카 변형 모델로, 페라리는 광범위한 중량 감소와 서스펜션 변경을 통해 서킷 성능을 향상시켰다. 이전 페라리 챌린지 차량과 마찬가지로, 엔진은 레이싱 배기 시스템을 통한 향상된 흡기 시스템과 엔진 관리 시스템 개선, 그리고 정교한 설계를 제외하고는 양산형 로드카의 엔진과 거의 동일하게 유지되었다. 또한, 차체 스타일은 포뮬러 원에서 영감을 받은 싱글 센트럴 너트(슬릭 쇼드) BBS 휠 아래에 거대한 카본 브레이크가 숨겨져 있어 거의 변화가 없었다.

## 같이 보기
- 페라리 챌린지